# Pachelbelův dům
Pachelbelův dům (též Městský nebo Junckherův dům) je původně gotický dům ze 14. století, později renesančně a barokně přestavěn, a je jedním z nejlépe zachovaných měšťanských domů na náměstí v Chebu. Stojí na adrese Krále Jiřího z Poděbrad 492/3 (dům na adrese nám. Krále Jiřího z Poděbrad 3/18 je také nazýván Pachelbelův, ale jedná se o jiný dům).
V letech 1620-1621 dům vlastnil Wolf Adam Pachelbel a po něm jeho bratr Alexandr Pachelbel z Hájí, jejichž jméno dům nese. V roce 1634 zde byl zavražděn císařský generalissimus Albrecht z Valdštejna. Od roku 1873/74 v domě sídlí Muzeum Cheb.

## Historie

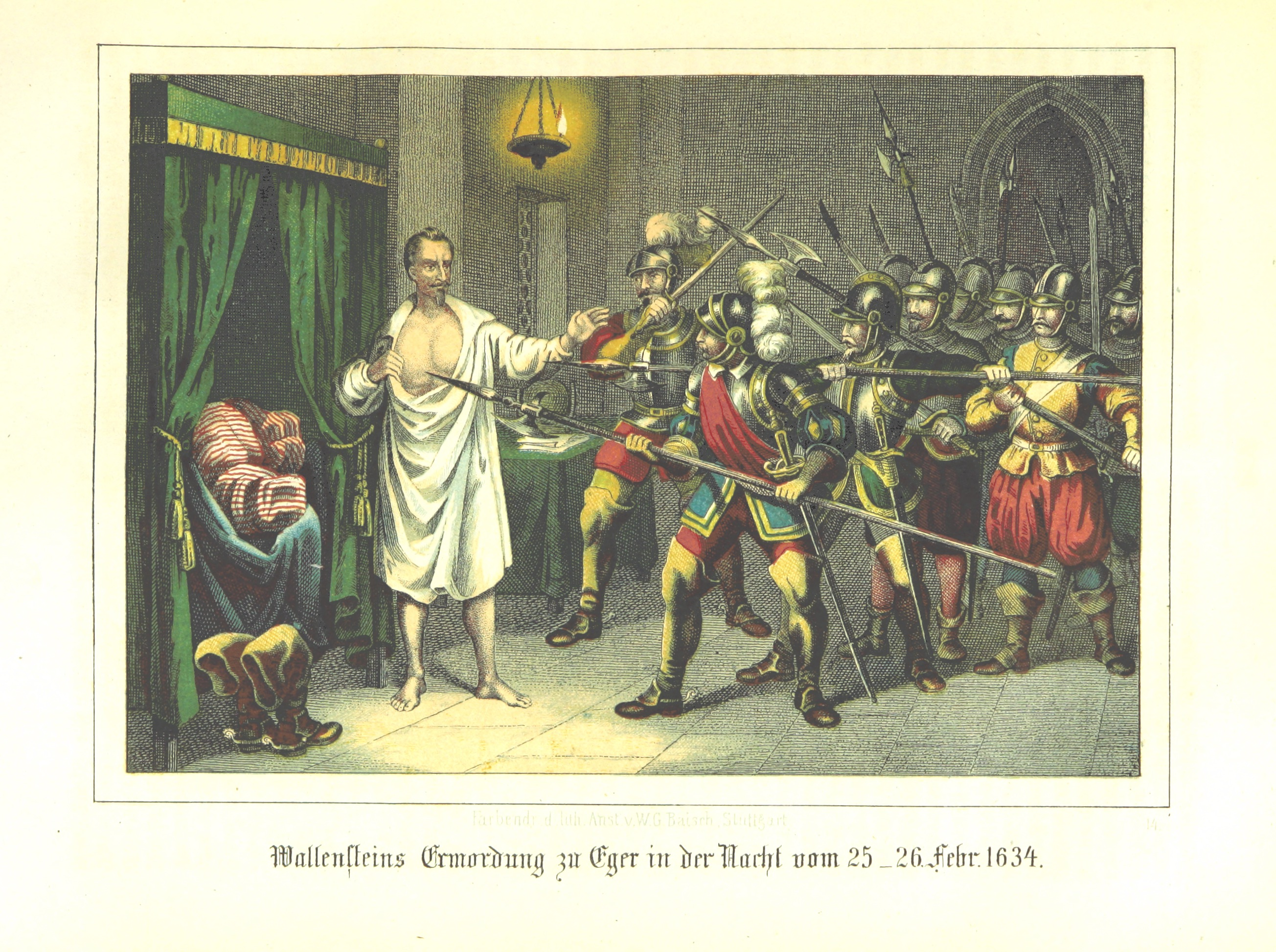
Stylizovaný výjev zavraždění Albrechta z Valdštejna v Pachelbelově domě (19. století)

Pachelbelův dům je poprvé v písemných pramenech zmiňován roku 1390. Dům v průběhu let mnohokrát změnil majitele:
- 1390–1395 Hans Heckel ml.
- 1396–1405 jeho děti
- 1406–1447 Erhard Junckher
- 1448–1469 Thomas Junckher
- 1470–1484 Antoni Voytersreuter
- 1485–1486 Erhard Goldschmid
- 1487–1490 Dytel von Kötschwitz
- 1491–1492 jeho vdova
- 1493–1504 Dytelovy děti
- 1505–1517 Jorg Graff (též Gräff, Greff) (erb Graffů je nad vraty domu)
- 1518–1520 děti Jorga Graffa
- 1521–1550 Endres Graff
- 1551–1581 jeho žena Graffin
- 1582–1584 Georg Graff
- 1585–1597 Katharina Graffin
- 1598–1602 Hans Flentz (též Flenz či Flänz)
- 1602–1603 jeho žena Flentzová
- 1603–1611 Reichard Holdorff (erb Holdorffů je též nad vraty domu, proběhla renesanční přestavba a nad vchod byly umístěny oba erby - bývalých majitelů Graffů i současných Holdorffů)[2]
- 1612–1616 Christoph Hammer
- 1617–1618 Barbara Flentzová
- 1619–1620 Wolf Adam Pachelbel
- 1621–1640 Alexander Pachelbel (roku 1629 emigroval protestant Alexander Pachelbel do německého Wunsiedelu, dům mu byl zabaven a dán do pronájmu Christofu Heinrichovi Heergesellovi - u něho byl roku 1634 ubytován Valdštejn)
- 1641–1642 dědici Alexandra Pachelbela
- 1642–1705 patres Societatis Jesu
- 1706–1732 Johann Adam Junckher (dům je někdy nazýván také Junckherův, proběhla renovace, ale bez stavebních úprav)
- 1733–1735 jeho vdova
- 1735 město Cheb (v letech 1735–1790 probíhala barokní přestavba, dům byl přebudován na obytný dům městských velitelů: "Nejprve zde generál von Güldenhoff nechal ze zdi pod oknem seškrábat a zabílit dlouho uchované krvavé stopy a jeho následovník, velitel generál Stöffling, nechal celý pokoj vymalovat a obýval jej až do své smrti roku 1777.")[2][3]
- 1808–1848 Abraham Totzauer, tehdejší starosta Chebu (obýval první patro)
- 1848–1849 zlatník Reitzner (obýval první patro, a když musel byt opustit, vyryl diamantem do horní tabule pravého vnitřního okna malé místnosti směřující do náměstí: "Sbohem Valdštejne, nemůžeme být stále spolu, 18. listopadu 1849".)[3]
- 1850 nastěhování městských úřadů[2]
- 1873 zřízení muzea[2]
- 2019–2020 rekonstrukce domu: odstranění přímotopů, výměna elektrických rozvodů z 80. let, přepracování expozic[4]

## Architektura
Dům byl koncipován jako čtyřkřídlá stavba se dvěma průčelími. Má vysokou sedlovou střechu s několika řadami vikýřů. Nápadným prvkem průčelí do náměstí Krále Jiřího z Poděbrad je gotický portál (vede do vnitřního dvora s dřevěným balkonem s balustrádou) s městským znakem, nad nímž je vodorovná římsa obloukovitě vyklenuta. Nad obloukem jsou umístěny erby rodu Graffů a Holldorfů z roku 1603. Okna mají profilované rámy s uchy a postranními střapci. V domě jsou zachovány některé gotické prvky: kromě vstupního portálu také zdivo téměř celého přízemí a některá okna nebo gotické sedlové portály v západním traktu. Na stěnách v interiéru jsou fragmenty renesančního pomalování. Dřevěné stropy v prvním patře pocházejí z roku 1603, schodiště s dřevěnou balustrádou z roku 1735.

## Galerie

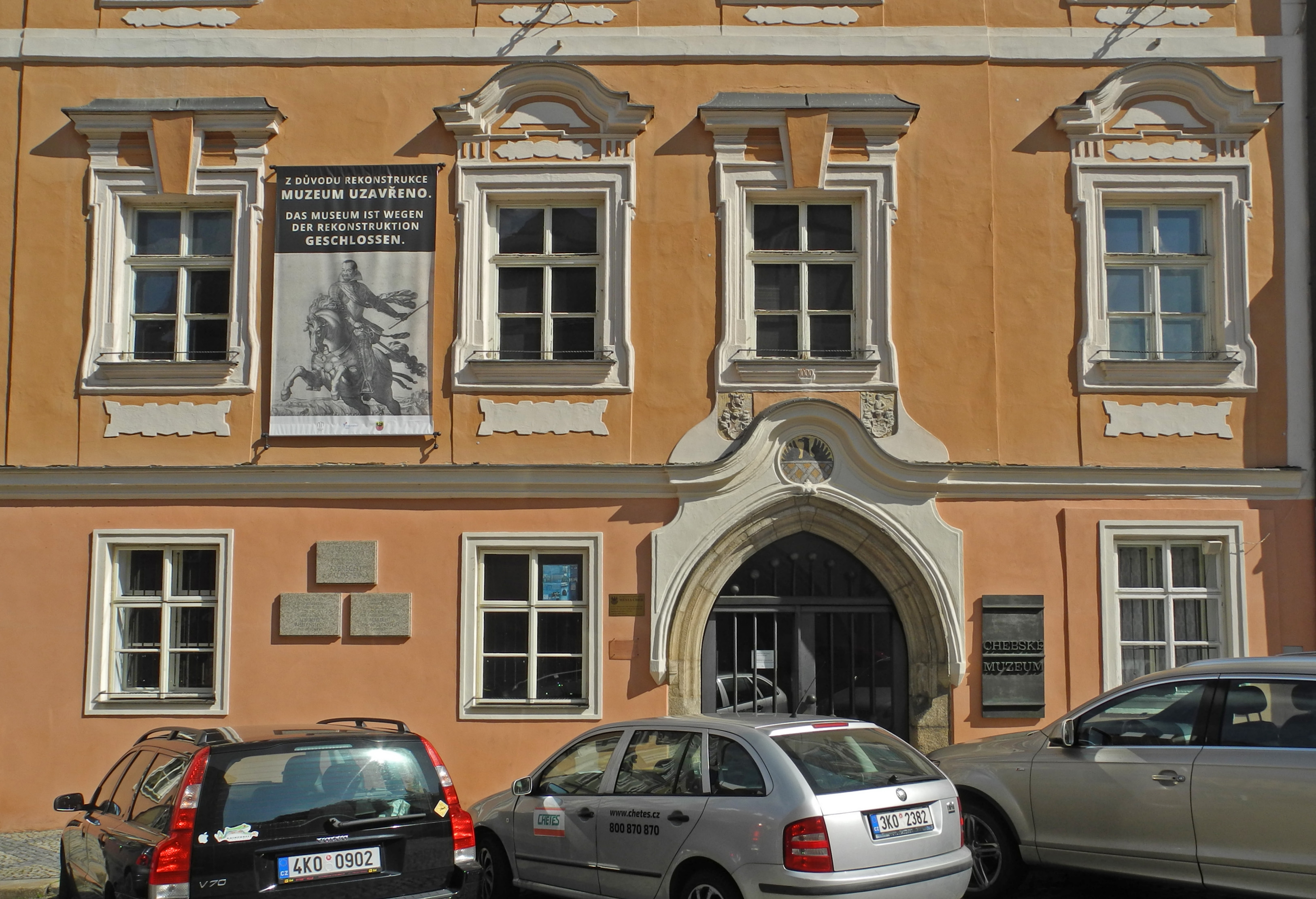
Fasáda směrem do nám. Krále Jiřího z Poděbrad
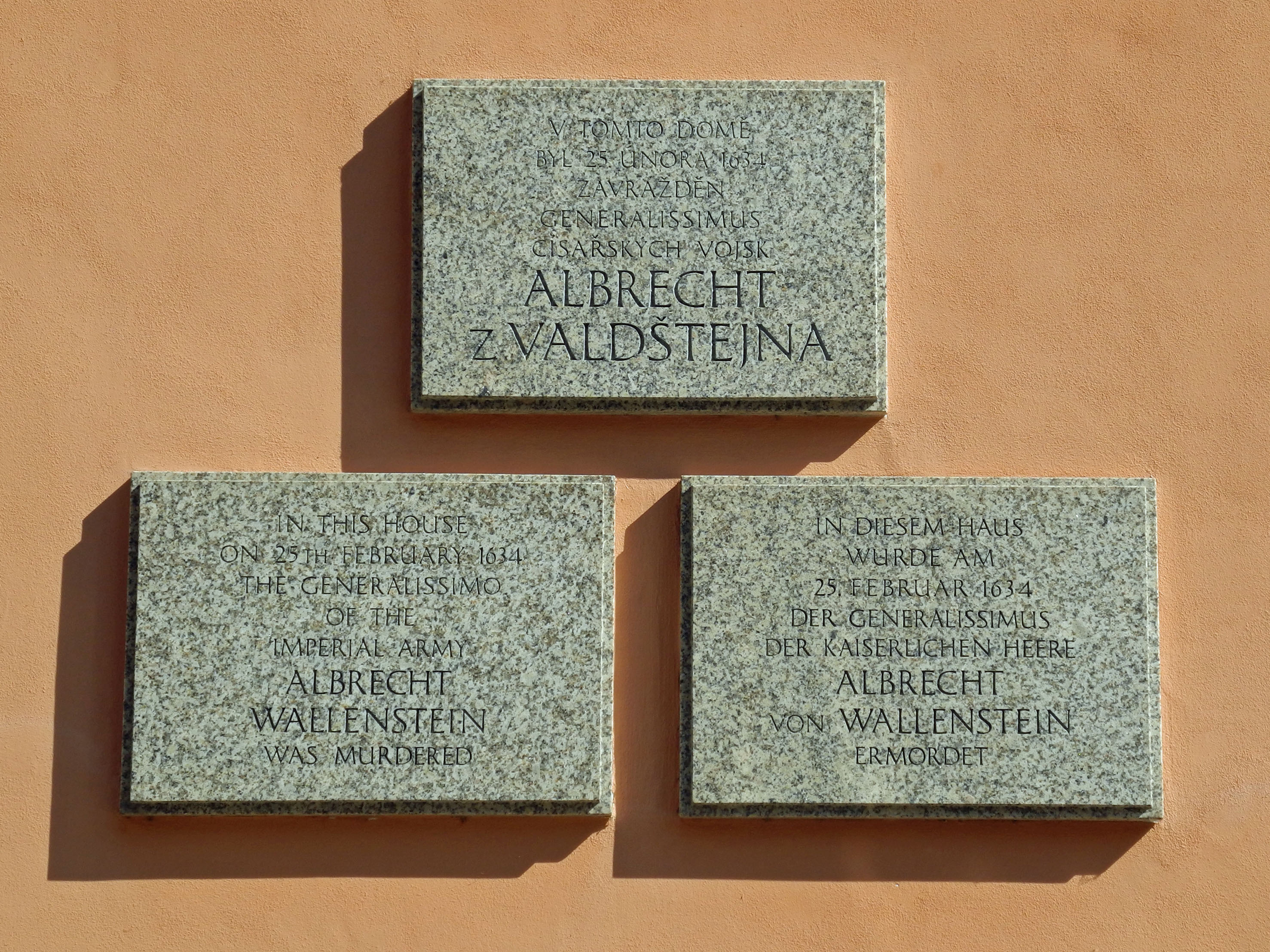
Pamětní desky připomínající zavraždění Albrechta z Valdštejna
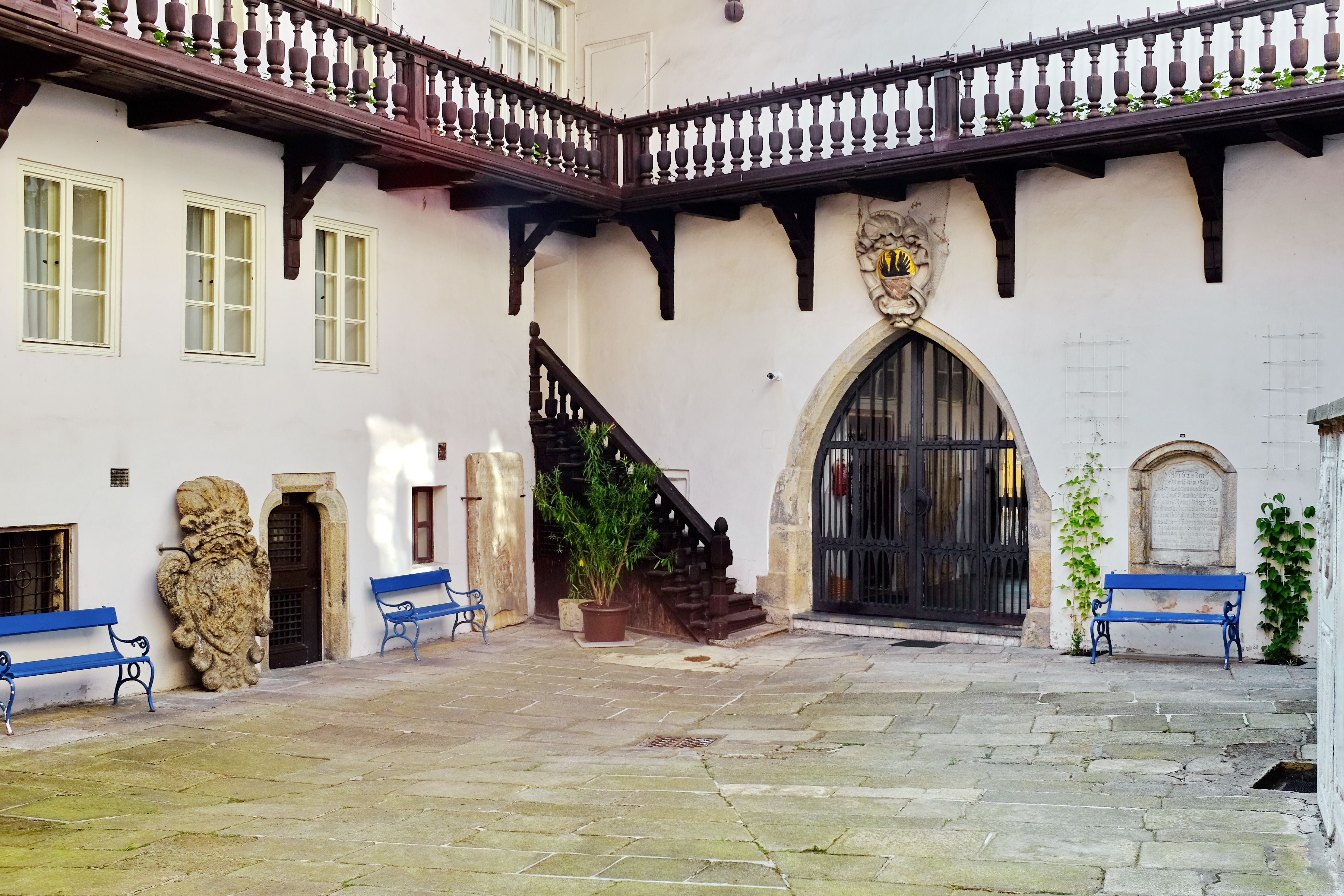
Nádvoří Pachelbelova domu